# 비디오 바이오스

그래픽 카드의 일반적인 부품들. VGABIOS는 그래픽 카드에 별개의 칩으로 위치해 있으며 GPU의 일부가 아니다.

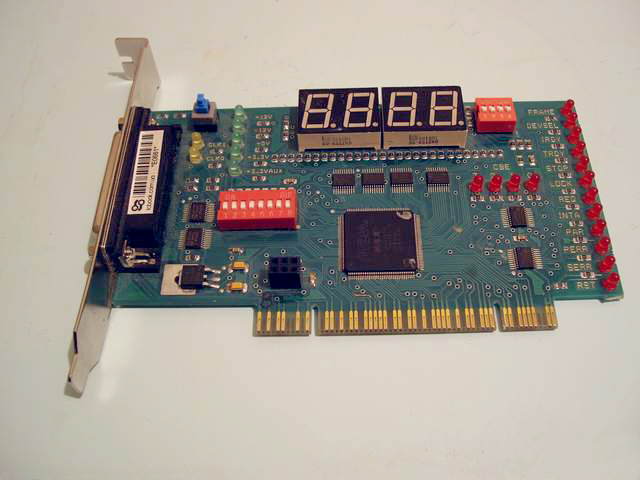
GPU뿐만이 아니라 실질적으로 모든 처리 장치에는 기본적인 초기화 과정이 필요하다.

비디오 바이오스(Video BIOS 또는 vBIOS)는 컴퓨터 안의 그래픽 카드에 장착된 바이오스를 말한다. 특정 비디오 드라이버가 로드되기 전에 기초적인 텍스트와 비디오 모드를 위한 Int 10h 인터럽트도 구현한다.
시스템 바이오스가 시스템 하드웨어에 접근하기 위해 소프트웨어 프로그램들이 사용하는 기능들의 집합을 제공하듯이 비디오 바이오스는 비디오 하드웨어에 접근하기 위해 프로그램들이 사용하는 비디오 관련 기능들의 집합을 제공한다. 시스템 바이오스가 시스템 칩셋과 상호 작용하듯이 비디오 바이오스 또한 소프트웨어가 비디오 칩셋과 상호 작용할 수 있게 도와준다.
ROM에는 그래픽 어댑터 글꼴 RAM으로 업로드하기 위한 기본 글꼴 집합도 포함되어 있는데, 그래픽 카드에 이러한 글꼴 집합이 폰트 ROM에 포함되어 있지 않은 경우 사용된다.
시스템 바이오스는 그래픽 카드의 ROM의 비디오 바이오스를 시스템 RAM으로 로드한 다음 부트 시퀀스 초기에 제어권을 넘겨준다. 컴퓨터가 시동되면 일부 그래픽 카드(보통 엔비디아 카드)는 업체, 모델, 바이오스 버전, 그래픽 메모리의 양을 보여 준다.

## 같이 보기
- 그래픽 처리 장치 (GPU)
- 베사 바이오스 확장 (VBE)
- 비디오 그래픽스 어레이 (VGA)